# オイシーのが好き!
『オイシーのが好き!』（オイシーのがすき）は、1989年5月17日から同年7月19日までTBS系『水曜ドラマ』枠で放送されたTBS製作のテレビドラマ。松下由樹の初主演作。

## 概要
「今日もワタシは悩まない! イマドキギャルのオイシーライフスタイル」が本作のキャッチコピー。「キャリアと結婚だけじゃイヤ、充実したいけど苦労はイヤ」と言った考えを持ち、根拠は無いがとにかく自信を持つ、楽しければ何でもいいという現代娘の水島ユキが主人公。そんなユキが周りの女性たちの生き方に触れて徐々に大人の女性になっていくその様子を、結婚、金銭、ファッションなどの諸問題を恋愛の進行に絡め、一方で「世の中おいしいことばかりじゃない」という一面も証明しながら描いた。主な舞台はマガジンハウスの雑誌『Hanako』編集部。
2014年6月よりTBSオンデマンドのプラットフォームで全話の動画配信が開始され、Paraviでも見放題視聴が可能となっている。

## キャスト
- 水島ユキ - 松下由樹
Hanako編集部契約社員。一人前の社員になるより仕事終わりのアフター5が大事。遊びが大好きで、エアロビクス、スクーバダイビングなど趣味も多彩。システムキッチンと収納式家具を備えつつも家賃5万円と都心より廉価な北松戸駅郊外のワンルームマンションからマガジンハウス銀座本社へ通勤している。博司という恋人が居るが、高校時代の先輩の雅人から強引気味にアプローチを受け、また邦彦にも心を寄せられ心が揺れている[2][3]。しかし第7話で博司を亜理香に取られ、雅人と撚りを戻そうとする。
- 森村邦彦 - 石田純一
編集部でユキの上司。後にユキにアプローチするようになる。
- 山岸雅人 - 藤井郁弥
ユキの高校時代の先輩。明子と同棲中だが、亜理香にも恋をされ、しかし雅人本人はユキにもアプローチしているという関係。
- 谷麻子 - 岡部まり
Hanakoのキャリア編集者。
- 海堂良美 - 松本伊代
- 花岡公三 - 村井国夫
Hanako編集長。
- 五能亜理香 - 杉本彩
銀行員。しかし夜はバーでアルバイトという生活。男に遊ばれたのが元で男性不信の気がある。雅人に恋していたがこれが叶わなくなったのが元で、第6話でAV業界に一歩足を踏み入れることにも。
- 田所博司 - 伊原剛志
- 石垣明子 - 土田由美
雅人と同棲しており、雅人と一緒に入籍してくれることをひたすら待ち望んでいる。後にユキの存在を知り、Hanako編集部にアルバイトとして入って来る。
- 横山道代
- 梅津栄
- 綾田俊樹
- 豊原功補
（出典：[4]）

## スタッフ
- 脚本：今野勉、内館牧子
- 技術：浜田泰生
- 撮影：小南朗
- 照明：川合俊明
- 音声：河野志朗
- 編集：山下雅史
- 選曲：辻田昇司(NSL)
- 音響効果：本沢利明
- 演出補：山田亜樹、戸高正啓、田澤保之、湯沢公、鈴木一美、大下内恵子
- 演出：遠藤環、森山享、横井直行
- プロデューサー：遠藤環

## 主題歌
- 悲しまないで（歌：永井真理子、作詞：亜伊林、作曲：谷口守）

## 劇中挿入歌
- アンド・カウント・2・テン（デッド・オア・アライヴ）
- Mariko（作詞：永井真理子、作曲：前田克樹）
- 今でも君を愛してる（作詞:桑田佳祐 作曲:桑田佳祐 編曲:小林武史 with 桑田佳祐/藤井丈司）
- 路傍の家にて（作詞:桑田佳祐 作曲:桑田佳祐 編曲:小林武史 with 桑田佳祐/藤井丈司）
- Ready Steady Go!（作詞：亜伊林、作曲：前田克樹）
- ロンリイザウルス（作詞：亜伊林、作曲：北野誠）
- ウォーク・ザ・ダイナソー（ウォズ (ノット・ウォズ)）
- 自分についた嘘（作詞：亜伊林、作曲：谷口守）
- 瞳・元気(作詞：只野菜摘、作曲：辛島美登里)
- 夕闇にまぎれて（作詞：亜伊林、作曲：井上ヨシマサ）
- ときめくハートビート（作詞：前田克樹・亜伊林、作曲：前田克樹）
- Wind Beneath My Wings（ベット・ミドラー）
- 50/50（Fifty Fifty）（作詞：永野椎菜、作曲：辛島美登里）
- Bicycle Race（作詞：永井真理子・亜伊林、作曲：西岡千恵子）
- Keep On "Keeping On"（作詞：永野椎菜、作曲：辛島美登里）

## サブタイトル
| 話数 | 放送日         | サブタイトル                 | 脚本     | 演出     |
| ---- | -------------- | ---------------------------- | -------- | -------- |
| 1    | 1989年 5月17日 | ワタシは今日も悩まない!      | 今野勉   | 遠藤環   |
| 2    | 5月24日        | お茶くみ女は、カンで生きる   | 今野勉   | 遠藤環   |
| 3    | 5月31日        | 私はお金にケバくない!        | 内館牧子 | 森山享   |
| 4    | 6月7日         | 遊び甲斐のある転職、コレ定番 | 今野勉   | 森山享   |
| 5    | 6月14日        | ラクなお仕事返して下さい     | 内館牧子 | 横井直行 |
| 6    | 6月21日        | 女は顔か、性格か?            | 内館牧子 | 遠藤環   |
| 7    | 6月28日        | 純愛はカラダでね             | 今野勉   | 森山享   |
| 8    | 7月5日         | 男とオンナの迷路             | 内館牧子 | 森山享   |
| 9    | 7月12日        | 別れても好きな彼             | 今野勉   | 横井直行 |
| 10   | 7月19日        | 友達に戻れますか             | 内館牧子 | 遠藤環   |